# Os Sete Samurais
Os Sete Samurais (em japonês:  七人の侍, Shichinin no Samurai) é um filme épico chanbara japonês de 1954, dirigido por Akira Kurosawa a partir de um roteiro coescrito com Shinobu Hashimoto e Hideo Oguni. Ambientado em 1586, no período Sengoku, o longa-metragem conta a história de uma aldeia de fazendeiros desesperados que buscam contratar samurais para combater bandidos que retornam após a colheita para tentar roubar suas plantações.
Na época, o filme era o mais caro feito no Japão. Levou um ano para ser filmado e enfrentou muitas dificuldades, sendo então o segundo longa-metragem de maior bilheteria em terras japonesas em 1954. Muitas críticas o compararam as obras de faroestes dos anos 50.
Os Sete Samurais é atualmente considerado um dos maiores e mais influentes filmes da história do cinema. Desde o seu lançamento, tem consistentemente se classificado em listas de melhores filmes da crítica, como as pesquisas Rotten Tomatoes, Sight & Sound e do BFI. Também foi eleito o maior longa-metragem estrangeiro de todos os tempos na pesquisa da crítica internacional da BBC de 2018. Os Sete Samurais é considerado um dos roteiros e temática mais "refeitos, retrabalhados e referenciados" da história do cinema.

## Enredo
Em 1586, uma gangue de bandidos discute invadir uma aldeia nas montanhas, mas seu chefe decide esperar até depois da colheita para conseguir uma colheita melhor. Os aldeões ouvem isso e recorrem a Gisaku, o ancião e moleiro da aldeia. Como o magistrado local é inútil, Gisaku planeja contratar samurais para proteger a aldeia. Como eles não têm dinheiro e só podem oferecer comida como pagamento, Gisaku aconselha os aldeões a encontrarem samurais pobres.
Viajando para uma cidade próxima, os aldeões encontram Kambei, um rōnin idoso, porém experiente , que eles veem resgatando um jovem de um ladrão. Um jovem samurai chamado Katsushirō pede para se tornar discípulo de Kambei. Os aldeões pedem a ajuda de Kambei, e ele concorda relutantemente. Então acaba recrutando seu velho companheiro de armas Shichirōji, juntamente com Gorobei, Heihachi e Kyūzō, um mestre espadachim taciturno a quem Katsushirō olha com admiração. Kikuchiyo também acaba sendo aceito também após tentativas frustradas de o afastar.
Ao chegarem à aldeia, os samurais e os agricultores começam lentamente a confiar uns nos outros. Katsushirō conhece Shino, a filha de um agricultor disfarçada de menino pelo pai, e inicia um relacionamento com ela, apesar de saber que a diferença de classes sociais os impede. Mais tarde, os samurais se enfurecem quando Kikuchiyo lhes traz armaduras e armas, as quais os aldeões adquiriram matando outros samurais feridos ou fugindo da batalha. Kikuchiyo retruca, furioso, que eles são responsáveis por grande parte do sofrimento dos agricultores, revelando ser filho órfão de um agricultor.
Kambei arma os aldeões com lanças de bambu, organiza-os em esquadrões e treina-os. Três batedores bandidos são avistados; dois são mortos, enquanto o último revela a localização do acampamento antes que os aldeões o executem. Os samurais incendeiam o acampamento em um ataque preventivo. Rikichi, um aldeão problemático que o ajudam, desaba ao ver sua esposa, que foi sequestrada e transformada em concubina durante um ataque anterior. Ao ver Rikichi, ela corre de volta para uma cabana em chamas para a morte. Heihachi é morto por um tiro ao tentar impedir Rikichi de persegui-la. No funeral de Heihachi, os aldeões entristecidos são fortalecidos por Kikuchiyo, que levanta uma bandeira para representar o falecido e a aldeia.
Quando os bandidos chegam, surpreendem-se com as fortificações da aldeia e incendeiam as cabanas periféricas, incluindo o moinho de Gisaku, cuja família morre tentando salvá-lo, exceto um bebê resgatado por Kikuchiyo. Apesar do cerco, os camponeses, com ajuda dos samurais, repelem os ataques, matando muitos inimigos. Os bandidos possuem três mosquetes; Kyūzō captura um sozinho, e Kikuchiyo, tomado pela inveja, abandona seu posto para pegar outro, permitindo uma invasão que mata fazendeiros e resulta na morte de Gorobei. Kambei prevê um ataque final iminente. Enquanto isso, o romance entre Katsushirō e Shino é revelado, e o pai da jovem a espanca por perder a virgindade, sendo contido pelos demais, que defendem o casal.
Na manhã seguinte, os defensores emboscam os bandidos remanescentes dentro da aldeia; na reta final da batalha, o chefe inimigo mata Kyūzō com um mosquete e é morto por Kikuchiyo, que também morre baleado. Com os bandidos eliminados, Kambei, Katsushirō e Shichirōji refletem diante dos túmulos dos companheiros, enquanto os camponeses retomam suas vidas felizes. Katsushirō e Shino se reencontram, mas ela o ignora para se juntar ao plantio, deixando-o desolado. Kambei conclui que, apesar da vitória, ela pertence aos camponeses, não aos samurais.

## Elenco

### Os Sete Samurais
- Takashi Shimura como Kambei Shimada (島田勘兵衛, Shimada Kambei), um rōnin cansado das batalhas, mas honrado e estratégico tornando-se e o líder dos sete
- Yoshio Inaba como Gorōbei Katayama (片山五郎兵衛, Katayama Gorōbei), um arqueiro habilidoso, que atua como o segundo em comando de Kambei e ajuda a criar o plano mestre para a defesa da vila
- Daisuke Katō como Shichirōji (七郎次), amigo e ex-tenente de Kambei
- Seiji Miyaguchi como Kyūzō (久蔵), um espadachim sério
- Minoru Chiaki como Heihachi Hayashida (林田平八, Hayashida Heihachi), um lutador amável, embora menos habilidoso, cujo charme e inteligência mantêm o moral de seus companheiros diante da adversidade
- Isao Kimura como Katsushirō Okamoto (岡本勝四郎, Okamoto Katsushirō), o filho não treinado de um samurai rico e proprietário de terras, que Kambei relutantemente aceita como discípulo[13]
- Toshiro Mifune como Kikuchiyo (菊千代) , um patife bem-humorado, volúvel e temperamental que mente sobre ser um samurai, mas eventualmente prova seu valor, bravura e desenvoltura.

### Aldeões
- Yoshio Tsuchiya como Rikichi (利吉), um aldeão impetuoso
- Bokuzen Hidari como Yohei (与平), um velho tímido
- Yukiko Shimazaki como a esposa de Rikichi
- Kamatari Fujiwara como Manzō (万造), um fazendeiro que disfarça sua filha de menino para tentar proteger ela dos samurais
- Keiko Tsushima como Shino (志乃), a filha de Manzō
- Kokuten Kōdō como Gisaku (儀作), o patriarca da aldeia, conhecido como "Vovô"
- Yoshio Kosugi como Mosuke, um dos fazendeiros enviados à cidade para contratar o samurai

### Outros
- Shinpei Takagi como o chefe dos bandidos[14]
- Shin Otomo como o bandido em segundo lugar no comando
- Haruo Nakajima como um bandido batedor morto por Kyūzō[14]
- Eijirō Tōno como um ladrão[14]
- Atsushi Watanabe como o vendedor de pão
- Toshio Takahara como Samurai com uma arma
- Jun Tatara como um coolie
- Sachio Sakai como um coolie
- Takeshi Seki como um coolie
- Tatsuya Nakadai (não creditado) como um samurai vagando pela cidade

## Produção

### Roteiro
O diretor Akira Kurosawa originalmente queria dirigir um filme sobre um único dia na vida de um samurai. Mais tarde, no decorrer de sua pesquisa, ele descobriu uma história sobre samurais defendendo agricultores. De acordo com o ator Toshiro Mifune, o filme seria originalmente chamado de Six Samurai com Mifune interpretando o papel de Kyūzō. Durante o processo de escrita do roteiro que durou seis semanas, Kurosawa e seus roteiristas perceberam que "[uma história sobre] seis samurais sérios eram um tédio - eles precisavam de um personagem que fosse mais excêntrico". O diretor então trocou a personalidade do papel de Mifune e permitiu licença criativa para ele incluir improvisações. Enquanto o script era escrito os roteiristas foram proibidos de receberem visitas ou telefonemas.
Kurosawa e os escritores foram inovadores ao refinar o tema da reunião de personagens heróicos para realizar uma missão. De acordo com o comentário do DVD do historiador Michael Jeck, Os Sete Samurais foi um dos primeiros filmes a usar o elemento de enredo agora comum do recrutamento e reunião de heróis em uma equipe para atingir um objetivo específico, um dispositivo usado em obras posteriores como A Bug's Life (1998). O crítico Roger Ebert especula em sua crítica que a sequência que apresenta o líder Kambei (na qual o samurai raspa seu topete, um sinal de honra entre eles, para se passar por um monge para resgatar um menino de um sequestrador) pode ser a origem da prática, agora comum em filmes de ação, de apresentar o herói principal com um elemento não relacionado ao enredo principal.
Outros recursos de enredo, como o herói relutante, o romance entre uma mulher local e o protagonista jovem e o nervosismo dos cidadãos comuns com isto, já haviam aparecido em outros longa-metragem antes deste, mas foram todos combinados em Os Sete Samurais.

### Cenografia
Kurosawa recusou-se a filmar a aldeia camponesa nos estúdios da Toho e mandou construir um cenário cenográfico completo em Tagata na Península de Izu em Shizuoka. Embora o estúdio tenha protestado contra o aumento dos custos de produção, o diretor foi inflexível ao afirmar que "a qualidade do cenário influencia a qualidade das atuações dos atores [...] Por esta razão, mando fazer os cenários exatamente como os reais. Isso restringe a filmagem, mas incentiva aquele sentimento de autenticidade". Ele também falou do "trabalho intenso" de fazer o longa-metragem: "Chovia o tempo todo; não tínhamos cavalos suficientes. Era exatamente o tipo de filme impossível de fazer neste país".

#### Filmagem

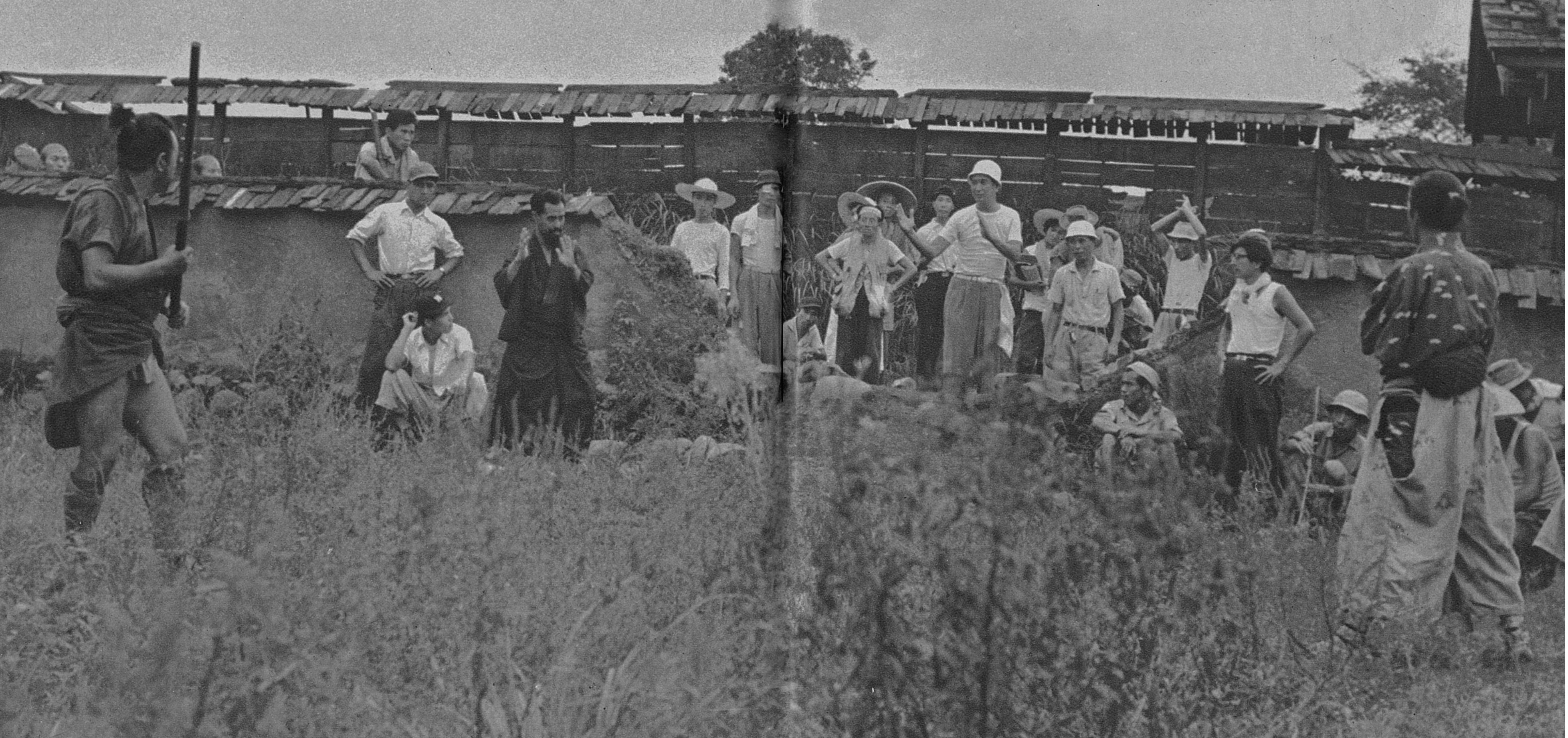
Akira Kurosawa encenando o ator Seiji Miyaguchi (lado direito)

Antes de seu lançamento, o filme já havia se tornado um tópico de ampla discussão. Após três meses de pré-produção, foram 148 dias de filmagem distribuídos ao longo de um ano — quatro vezes o período coberto pelo orçamento original, que acabou chegando a quase meio milhão de dólares. A Toho encerrou a produção pelo menos duas vezes. Em cada uma delas, Kurosawa argumentava contra a decisão afirmando que o estúdio já havia investido pesadamente na produção e a única solução era concluir as filmagens. A cena final de batalha do longa-metragem, originalmente programada para ser realizada no fim do verão, foi filmada em fevereiro com temperaturas ambiente quase congelantes. Mifune comentou posteriormente que nunca havia sentido tanto frio em sua vida.
Durante as filmagens da sequência em que os samurais chegam à vila, Kurosawa preparou uma tomada no topo da montanha, de onde a vila podia ser vista no vale. Para que isso funcionasse como uma tomada noturna, a equipe passou o dia inteiro se preparando para ela, mas o cinegrafista Asakazu Nakai e o diretor acabaram se debatendo de quando começar a cena, olhando para a luz através do visor da câmera. Apesar de passar o dia inteiro se preparando, a hesitação de Nakai em começar a filmar fez com que o sol se pusesse e por consequência, não fosse filmada.
Por causa da liberdade criativa fornecida pelo estúdio, Kurosawa fez uso de lentes telefoto que eram raras em 1954, bem como multicâmaras as quais permitiram que a ação preenchesse a tela e colocasse o público bem no meio dela. "Se eu tivesse filmado no método tradicional cena a cena, não havia garantia de que qualquer ação pudesse ser repetida exatamente da mesma maneira duas vezes." Ele achou isso muito eficaz e mais tarde o usou em longa-metragem menos focados em ação. Seu método era colocar uma câmera na posição de filmagem mais ortodoxa, outra câmera para tomadas rápidas e uma terceira câmera "como uma espécie de unidade de guerrilha". Esse método resultou em filmagens muito complicadas, para as quais Kurosawa criou a coreografia do movimento de todas as três câmeras usando diagramas.
A coreografia das artes marciais de Os Sete Samurais foi conduzida por Yoshio Sugino, do Tenshin shōden Katori shintō-ryū. Inicialmente, Junzo Sasamori, do Ono-ha Ittō-ryū, trabalhou com Sugino, mas ele foi convidado pelo Ministério da Educação para lecionar na Europa durante a produção.

### Edição
Durante a produção, Kurosawa rapidamente conquistou a reputação de "o maior editor do mundo" entre sua equipe, devido ao seu hábito de editar tarde da noite durante as filmagens. Ele descreveu isso como uma necessidade prática incompreensível para a maioria dos diretores, que em grandes produções passavam pelo menos vários meses com seus editores montando e editando o longa-metragem após o terminar de filmar.

### Trilha sonora
Akira Kurosawa tinha um interesse crescente pelas trilhas sonoras de seus filmes. Para Os Sete Samurais, ele colaborou pela sétima e penúltima vez com o compositor e amigo Fumio Hayasaka. Ele já estava gravemente doente quando o diretor o visitou durante as filmagens do longa-metragem e morreu de tuberculose em 15 de outubro de 1955 aos 41 anos, enquanto Kurosawa produzia Ikimono no Kiroku (1955), seu próximo filme.
Lista de faixas:
| Track list     |                                                     |         |  |
| N.º            | Título                                              | Duração |  |
| 1.             | "Title Backing (M-1-2)"                             | 3:17    |  |
| 2.             | "To the Water Mill (M-2-1)"                         | 1:00    |  |
| 3.             | "Samurai Search One (M-3-1)"                        | 0:49    |  |
| 4.             | "Kambei and Katsushiro ~ Kikuchiyo's Mambo (M-6-2)" | 3:43    |  |
| 5.             | "Rikichi's Tears ~ White Rice (M-7-1)"              | 2:09    |  |
| 6.             | "Samurai Search Two (M-8-2)"                        | 1:30    |  |
| 7.             | "Gorobei (M-9-1)"                                   | 2:18    |  |
| 8.             | "Let's Do It (M-10-1)"                              | 1:04    |  |
| 9.             | "A Fish That Was Caught (M-11-2)"                   | 1:43    |  |
| 10.            | "Six Samurai (M-12-2)"                              | 2:51    |  |
| 11.            | "Unconventional Man (M-13-2)"                       | 1:13    |  |
| 12.            | "Morning of Departure (M-14-1)"                     | 1:02    |  |
| 13.            | "Travel Scenery ~ Our Castle (M-15-1)"              | 2:51    |  |
| 14.            | "Wild Warrior's Coming (M-17-2)"                    | 0:35    |  |
| 15.            | "Seven Men Complete (M-18-1)"                       | 1:24    |  |
| 16.            | "Katsushiro and Shino (M-19·20-3)"                  | 2:43    |  |
| 17.            | "Katsushiro, Returning (M-21-3)"                    | 0:12    |  |
| 18.            | "Bed Change (M-22-1)"                               | 0:57    |  |
| 19.            | "In the Forest of The Water God (M-23-4)"           | 1:34    |  |
| 20.            | "Barley Field (M-24-1)"                             | 0:20    |  |
| 21.            | "Kambei's Anger (M-25-2)"                           | 2:15    |  |
| 22.            | "Interlude (M-Interlude)"                           | 5:18    |  |
| 23.            | "Harvest (M-26-1)"                                  | 2:05    |  |
| 24.            | "Rikichi's Conflict (M-27·28-3)"                    | 1:51    |  |
| 25.            | "Heihachi and Rikichi (M-28-5)"                     | 0:57    |  |
| Duração total: | Duração total:                                      | 62:14   |  |

## Temas
Ao analisar a precisão histórica do filme em relação ao Japão do século XVI, Philip Kemp discute as semelhanças entre os samurais e os bandidos.
Kenneth Turan observa que a longa duração "reflete a totalidade do ano agrícola, desde o plantio até a floração deslumbrante e a colheita". O historiador David Conrad observa que, na época do lançamento do longa-metragem, quase metade da população japonesa ainda estava empregada na agricultura. Embora a renda agrícola já estivesse aumentando como parte do milagre econômico japonês que transformaria a vida rural e urbana nas décadas de 1950 e 1960, muitas das condições das aldeias retratadas em Os Sete Samurais ainda eram familiares ao público em 1954.

## Lançamento

### Nos Cinemas
Com 207 minutos, incluindo um intervalo de cinco minutos com instrumental, Os Sete Samurais foi o filme mais longo da carreira de Kurosawa. Temendo que o público internacional não estivesse disposto a assistir ao filme inteiro, a Toho juntamente com o próprio diretor, removeu originalmente 50 minutos da obra para distribuição internacional e novos relançamentos no Japão. Este corte de "Lançamento Geral" foi distribuído em todo o mundo até a década de 1990; desde então, a versão completa é geralmente vista.
Nos Estados Unidos em 1955, inicialmente foi exibido nos cinemas sob o título de The Magnificent Seven. Porém, em 1960 o remake americano de faroeste intitulado de The Magnificent Seven fez com que as distribuidoras trocassem o nome do filme japonês para Seven Samurai.

### Mídia doméstica e restauração em 4K
Antes do advento do DVD, várias versões editadas eram distribuídas em VHS, atualmente a maioria dos DVDs e Blu-ray contém a versão original completa de Kurosawa, incluindo seu intervalo de cinco minutos. Desde 2006, os lançamentos americanos da The Criterion Collection apresentam sua própria restauração 2K exclusiva, enquanto a maioria dos outros, incluindo todos os Blu-ray não americanos, possui uma transferência HD mais antiga da Toho, no Japão.
Em 2016, a Toho realizou uma restauração 4K de Os Sete Samurais que durou seis meses de duração junto com Ikiru (1952) também do mesmo diretor. Como o paradeiro do negativo original do longa-metragem é desconhecido, foram usados elementos das fitas de gravações. Está disponível como um "pacote de cinema digital" no British Film Institute. Esta versão foi lançada pela primeira vez em Blu-ray 4K em terras japonesas como standard-dynamic-range video em junho de 2023. E posteriormente foi relançado em home video pela British Film Institute a qual revelaram mais tarde ser o longa-metragem mais vendido do catálogo.

## Recepção

### Bilheteria
Os Sete Samurais foi bem recebido pelo público japonês, gerando uma renda de ¥ 268 milhões, nos primeiros doze meses de seu lançamento. Conseguindo a terceira posição dos filmes de maiores bilheteria no ano de 1954, superando Godzilla que vendeu 9,7 milhões de ingressos e arrecadou um equivalente ajustado pela inflação de ¥ 13,7 bilhões ou US$ 105.000.000 (equivalente a US$ 203.000.000 em 2024) em 1998. 
No exterior, a receita de bilheteria do lançamento do filme na América do Norte em 1956 é atualmente desconhecida. Mas o relançamento do longa-metragem em 2002 arrecadou US$ 271.841 nos Estados Unidos e US$ 4.124 na França. No Festival Kurosawa & Mifune de 2002 nos Estados Unidos, Os Sete Samurais arrecadou US$ 561.692. Isso totaliza pelo menos US$ 833.533 arrecadados nos Estados Unidos. Outros relançamentos europeus entre 1997-2018 venderam 27.627 ingressos.

### Resposta crítica
Os Sete Samurais recebeu aclamação no ocidente, mas o estudioso de cinema Stuart Galbraith IV observou que recebeu "elogios dos críticos americanos, frutos da condescendência cultural" por suas semelhanças percebidas com o faroeste americano; no entanto, agora é considerado um dos maiores longa-metragem da história. No site agregador de críticas Rotten Tomatoes, o filme é "Certified Fresh" com uma classificação de aprovação perfeita de 100% com base em 101 avaliações, com uma classificação média de 9,6/10. O consenso crítico do site diz: "Indiscutivelmente a obra-prima de Akira Kurosawa, The Seven Samurai é um clássico de aventura épica com uma história envolvente, personagens memoráveis e sequências de ação impressionantes que o tornam um dos filmes mais influentes já feitos". O website classificou-o em quarto lugar na lista dos "300 melhores filmes de todos os tempos" em 2025, tendo anteriormente ficado em oitavo lugar na lista de votação de ação/aventura e em terceiro lugar no top 100 de longa-metragem de arte e internacionais. Enquanto no Metacritic, recebeu 98 de 100 com base em 7 avaliações da críticas.
O longa-metragem estreou de forma internacional no Festival de Cinema de Veneza de 1954 na Itália, recebendo o prêmio Leão de Prata. A Variety analisou o filme, afirmando que "alta aventura e emoção estão estampadas em todo este filme sólido", mas comenta que "a única desvantagem é sua duração, a qual poderia ser cortada". Após seu lançamento nos Estados Unidos sob o título de The Magnificent Seven em 1956, a crítica de cinema Wanda Hale analisou o filme no New York Daily News e o classificou com quatro estrelas. Ela observou que era muito diferente do filme anterior de Kurosawa, Rashômon (1950), por ser "um filme de ação", mas Kurosawa "se superou". Ela elogiou a narrativa de Kurosawa por "sua profunda percepção da natureza humana" e "consciência de que não há duas pessoas iguais", sua "direção sensível e consciente" por "nunca deixa o público perder o interesse" na trama, seu talento para tornar as cenas de batalha e a ação violenta "terrivelmente emocionantes para o público" e sua capacidade de entrelaçar naturalmente humor e romance entre a ação séria. Ela elogiou as "performances inspiradas" do elenco, incluindo Takashi Shimura e Toshiro Mifune, entre outros atores. Muitos especialistas fora do Japão compararam o longa-metragem aos faroestes. Bosley Crowther, escrevendo para o The New York Times comparou-o a High Noon (1952). Enquanto o historiador Peter Cowie ao citar Kurosawa comenta: "Bons faroestes são apreciados por todos. Como os humanos são fracos, eles querem ver pessoas boas e grandes heróis. Os faroestes foram feitos repetidamente e, no processo, uma espécie de gramática evoluiu. Aprendi com essa gramática do faroeste." Cowie continua esse pensamento dizendo: "O fato de Os Sete Samurais poder ser tão perfeitamente transposto para um cenário americano ressalta o quão cuidadosamente Kurosawa assimilou essa gramática".
Os Sete Samurais frequenta a lista de maiores filmes de todos os tempos da Sight & Sound desde 1998. Na atualização mais recente da revista, o longa-metragem classificou-se em 20° lugar. Em 1998, o filme foi classificado em 5º lugar no Top 100 Filmes da revista Time Out. A Entertainment Weekly o elegeu como o 12º melhor obra da indústria cinematográfica de todos os tempos em 1999. Enquanto no ano de 2000, Os Sete Samurais foi parar em 23° lugar na lista dos 100 Maiores Filmes do The Village Voice. Durante o mês de janeiro de 2002, a obra de Kurosawa foi incluído na lista dos "100 Filmes Essenciais de Todos os Tempos" pela National Society of Film Critics. Os Sete Samurais pode ser visto numa pesquisa de leitores do The Guardian realizada em 2007. A revista francesa Cahiers du cinéma posteriormente o colocou em 57° em seu próprio ranking dos 100 maiores filmes de todos os tempos. No Japão, a publicação Kinema Junpo intitulada de "The Greatest Japanese Films of All Time" foi o segundo longa-metragem japonês mais votado. Houve um caso em que Os Sete Samurais apareceu em primeiro lugar em alguma publicação, sendo divulgado pelo periódico Empire em 2010. Em 2019, quando a Time Out entrevistou críticos de cinema, diretores, atores e dublês, e o longa-metragem foi eleito o segundo melhor filme de ação de todos os tempos. A mesma revista posteriormente o incluiu na 7º posição em seu top 100 grandes longa-metragem.
O crítico de cinema Roger Ebert adicionou-o à sua lista de Grandes Filmes em 2001. O diretor Martin Scorsese incluiu-o em uma lista de "39 Filmes Estrangeiros Essenciais para um Jovem Cineasta". Enquanto para Andrei Tarkovsky é um dos 10 melhores longa-metragens da história.

## Impacto cultural
Os Sete Samurais foi um divisor de águas técnico e criativo tornando-se o filme de maior bilheteria do Japão e estabeleceu um novo padrão para a indústria. Permaneceu altamente influente, frequentemente visto como uma das obras mais "refeitas, retrabalhadas e referenciadas" do cinema. Houve máquinas de pachinko baseadas no longa-metragem por todo o Japão. As quais venderam 94.000 unidades no Japão em março de 2018, o equivalente a uma receita bruta estimada de US$ 470 milhões.

### Remakes e adaptações
Sua influência pode ser mais fortemente sentida no faroeste The Magnificent Seven (1960), um filme especificamente adaptado de Os Sete Samurais. O diretor John Sturges pegou o enredo e o adaptou para o Velho Oeste, com os samurais sendo substituídos por pistoleiros. Muitas das cenas de The Magnificent Seven espelham as de Os Sete Samurais. O próprio título do longa-metragem vem do título original do lançamento nos EUA a qual chamava-se de "The Magnificent Seven" em 1955. No entanto, em uma entrevista com RB Gadi, Kurosawa expressou como "a cópia americana é uma decepção, embora divertida não é uma versão de Os Sete Samurais".  Stephen Prince argumenta que, considerando os filmes de samurai e os faroestes correspondem a diferentes culturas e contextos, o que o diretor japonês achou útil não foi o seu conteúdo, mas sim o que se inspirou nos seus níveis de movimento sintático, enquadramento, forma e cinematografia.
O longa-metragem de ação dirigido por Jean Negulesco intitulado de The Invincible Six (1970) foi descrito como "uma imitação de Os Sete Samurais e The Magnificent Seven ambientado no Irã dos anos 60". A ficção científica Battle Beyond the Stars (1980) dirigido por Jimmy T. Murakami e produzido por Roger Corman também foi influenciado por ambos os filmes, fazendo também uma referência a Akira Kurosawa ao chamar o planeta natal do protagonista de Akir e seus habitantes de Akiras. Vários críticos notaram forte semelhança do enredo de A Bug's Life (1998) da Pixar com Os Sete Samurais. O diretor Zack Snyder creditou o longa-metragem como uma inspiração para seu filme de ópera espacial de 2023, Rebel Moon que compartilha o elemento do enredo de aldeões reunindo uma equipe de guerreiros para defender o assentamento agrícola da comunidade. Denis Villeneuve citou a obra como influência para seu filme Sicario (2015).
Vários elementos de Os Sete Samurais também são citados como tendo sido adaptados em Star Wars (1977). Influências do longa-metragem de Akira Kurosawa podem ser notadas também em outro filme da franquia, Rogue One (2016). O episódio "Bounty Hunters" (2008) de Clone Wars presta homenagem direta ao diretor ao adaptar o enredo do filme, assim como o episódio "Chapter 4: Sanctuary" da série The Mandalorian. "Marauders", o sexto episódio da segunda temporada da série de televisão americana de ficção científica Star Trek: Enterprise (2002), é baseado em Os Sete Samurais.

### Na cultura popular
Os Sete Samurais são amplamente apontados como o longa-metragem que tornou o tropo de "homens montar a equipe e vencer inimigo(os)" popular em filmes e outras mídias. Desde então, isso se tornou um tropo comum em muitas obras de ação e de assalto. Kurosawa com o enredo do longa-metragem gerou seu próprio subgênero de filmes de "homens em uma missão", também conhecido como a "fórmula dos Sete Samurais", onde "uma equipe de personagens distintos é agrupada para realizar uma missão específica". Esta junção de elementos narrativos foi amplamente adotada por muitas obras audiovisuais. Junto com os remakes já listados acima, outros exemplos da "fórmula dos Sete Samurais" podem ser vistos em longa-metragens como Saving Private Ryan (1998), The Dirty Dozen (1967), The Savage Seven (1968), The 13th Warrior (1999), Os Mercenários (2010) e The Avengers (2012) além de séries como The A-Team e The Walking Dead.
De acordo com Stephen Prince, o "motor narrativo rápido e poderoso, o ritmo de tirar o fôlego e o estilo visual que assalta os sentidos" do filme (o que ele chama de uma abordagem de "cinema cinestésico" para "produção de filmes de ação e design visual emocionante") foi "o precursor mais claro" e se tornou "o modelo para" o "tipo de produção cinematográfica" que iria surgir nos blockbusters da Hollywood da década de 70. Seu visual, enredo, diálogo e as técnicas cinematográficas de Os Sete Samurais inspiraram uma ampla gama de cineastas, desde Steven Spielberg e George Lucas até Martin Scorsese e Quentin Tarantino. De acordo com Prince, Kurosawa foi "uma figura mentora" para uma geração emergente de cineastas americanos, como Spielberg e Lucas, que desenvolveram o formato de sucesso de bilheteria de Hollywood durante os anos de 1970.
Elementos de Os Sete Samurais podem ser visto em várias obras audiovisuais. Tais exemplos incluem elementos do enredo em longa-metragens como Three Amigos (1986) de John Landis, referências em Mad Max: Fury Road (2015) de George Miller e várias outras coisas (incluindo referências visuais e a forma como a ação, o suspense e a movimentação da câmera são apresentadas) nas cenas de batalha em grande escala de filmes como O Senhor dos Anéis: As Duas Torres (2002), Matrix Revolutions (2003) e vários produtos da Marvel Studios. A sequência de abertura (onde o herói é introduzido em um cenário de batalha sem relação com o resto da trama) tornou-se padrão em várias películas de ação como por exemplo as da franquia cinematográfica de James Bond. O uso simbólico da chuva para definir o tom das cenas de ação passou a ser utilizado por diversas obras da indústria cinematográfica, sendo a influência mais notória vista em Blade Runner (1982). A técnica de edição de filme criada por Kurosawa em Os Sete Samurais de cortar em movimento e a dinâmica mentor-aluno na trama (também vista em outras obras da filmografia do diretor) também foram amplamente adotadas por sucessos de bilheteria Hollywoodianos.
O diretor Zack Snyder disse: "Bruce [Wayne] está tendo que sair e os 'Sete Samurais' da Liga da Justiça juntos" no filme de 2021, Zack Snyder's Justice League. De acordo com Bryan Young do portal Syfy Wire The Avengers (2012) e Avengers: Infinity War (2018) devem muito a existência do filme do Kurosawa. Outros exemplos citados incluem Mad Max 2: The Road Warrior (1981), a comédia Galaxy Quest (1999), o videogame Ghost of Tsushima (2020), além do remake de The Magnificent Seven lançado em 2016.
O romance de estreia da autora americana Helen DeWitt, The Last Samurai, apresenta bastante semelhança com Os Sete Samurais, já que o título é uma referência ao filme e os personagens assistem e comentam sobre o longa-metragem ao longo do livro.

## Prêmios e indicações
Festival de Cinema de Veneza (1954)
- Vencedor – Leão de Prata – Akira Kurosawa
- Indicado – Leão de Ouro – Akira Kurosawa

Prêmio Mainichi de Cinema (1955)
- Vencedor – Melhor Ator Coadjuvante – Seiji Miyaguchi

Prêmios da Academia Britânica de Cinema (1956)
- Indicado – Prêmio BAFTA de Melhor Filme
- Indicado – Prêmio BAFTA de Melhor Ator Estrangeiro – Toshiro Mifune
- Indicado – Prêmio BAFTA de Melhor Ator Estrangeiro – Takashi Shimura

Oscar (1957)
- Indicado – Melhor Direção de Arte - Decoração de Cenário, Preto e Branco – So Matsuyama
- Indicado – Melhor Figurino, Preto e Branco – Kohei Ezaki

Prêmios Jussi (1959)
- Vencedor – Melhor Diretor Estrangeiro – Akira Kurosawa
- Vencedor – Melhor Ator Estrangeiro – Takashi Shimura